# Участок культурного слоя села Кривощёково
Участок культурного слоя села Кривощёково — памятник археологии в Ленинском районе Новосибирска близ станции Левая Обь Западно-Сибирской железной дороги, относящийся к культуре русских поселенцев XVIII—XIX веков. В его границы включены каменный фундамент Никольской церкви, грунтовый могильник (православный некрополь) и культурный слой со следами существования Большого Кривощёкова.

## Описание
Первоначально местом нахождения Кривощекова считалась возвышенность на участке современного Горского жилмассива, однако эта гипотеза была опровергнута краеведами форума «Новосибирск в фотозагадках», которые с помощью сопоставления различных карт выяснили, что территория села на самом деле располагалось непосредственно на побережье Оби.
В июне 2012 года сотрудник музея Новосибирска Константин Голодяев и ещё 11 инициативных граждан написали открытое письмо в Управление по государственной охране объектов культурного наследия Новосибирской области с предложением о проведении исследовательских работ на месте бывшего села Кривощёково и просьбе о дополнительных исследованиях «по определению места как достопримечательного»:

Обращаемся к вам с предложением проведения исследовательских работ по территории, на которой в период XVIII—XIX веков располагалось село Кривощеково, послужившее в конце XIX века отправной точкой строительства железнодорожного моста через Обь и образования г. Новосибирска. В процессе исследования, проведенного нами весной 2012 года, стало ясно, что село Кривощеково находилось не на горе, как предполагалось ранее, а у самого берега Оби.— Фрагмент открытого письма
3 июля 2012 года от Управления последовал положительный ответ на письмо.
В 2015 году Институт археологии и этнографии СО РАН провел археологическую разведку на месте поселения. В этом же году памятник получил статус выявленного объекта культурного наследия.
В декабре 2017 года работники Института археологии и этнографии СО РАН высказали опасения, что около 5000 м² этого поселения попадают в зону постройки нового автомобильного моста через Обь, после чего на месте исчезнувшего села было решено произвести археологические раскопки
По данным на декабрь 2017 года объект находился в удовлетворительном состоянии и был представлен каменным фундаментом Никольской церкви, построенной в 1881 году, грунтовым могильником, культурным слоем села Большое Кривощеково и скрытым современной почвой участком базарной площади с различными археологическими предметами (монеты, керамические изделия).

### Археологические работы 2018 года
В 2018 году было найдено 470 захоронений XVIII–XIX веков, из которых более поздние располагались над ранними. В могилах обнаружено свыше 300 нательных крестов, брошь и т. д. Большинство погребений было выполнено по православным обычаям, однако найдены и несколько могил католиков (возможно ссыльных из европейской части России). Около фундамента Никольской церкви найдено семейное захоронение зажиточных кривощёковцев. Кроме того, ниже захоронений XVIII века обнаружено погребение эпохи бронзы. В числе артефактов были обнаружены монеты (среди них — китайская монета VI века), кресты, керамика, бутылки и другие предметы. Кроме того, был выявлен фундамент здания, возведённого над захоронениями XVIII века, в нём по данным архивных источников находился магазин.

## Проблемы по охране памятника
У памятника археологии отсутствует защитное ограждение, в то же время он находится в непосредственной близости к стройплощадке планируемого автомобильного моста, где работает строительная техника.